# Rumäniens bidrag i Eurovision Song Contest

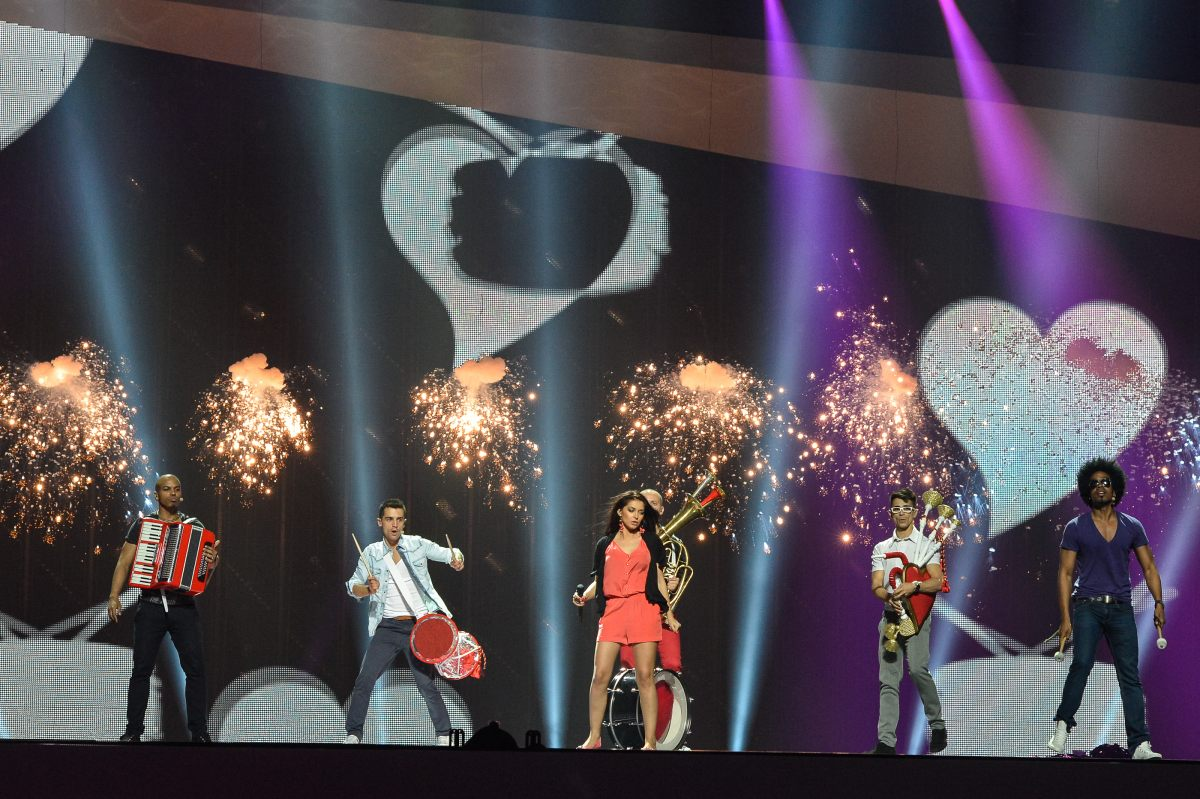
Mandinga i Baku 2012.

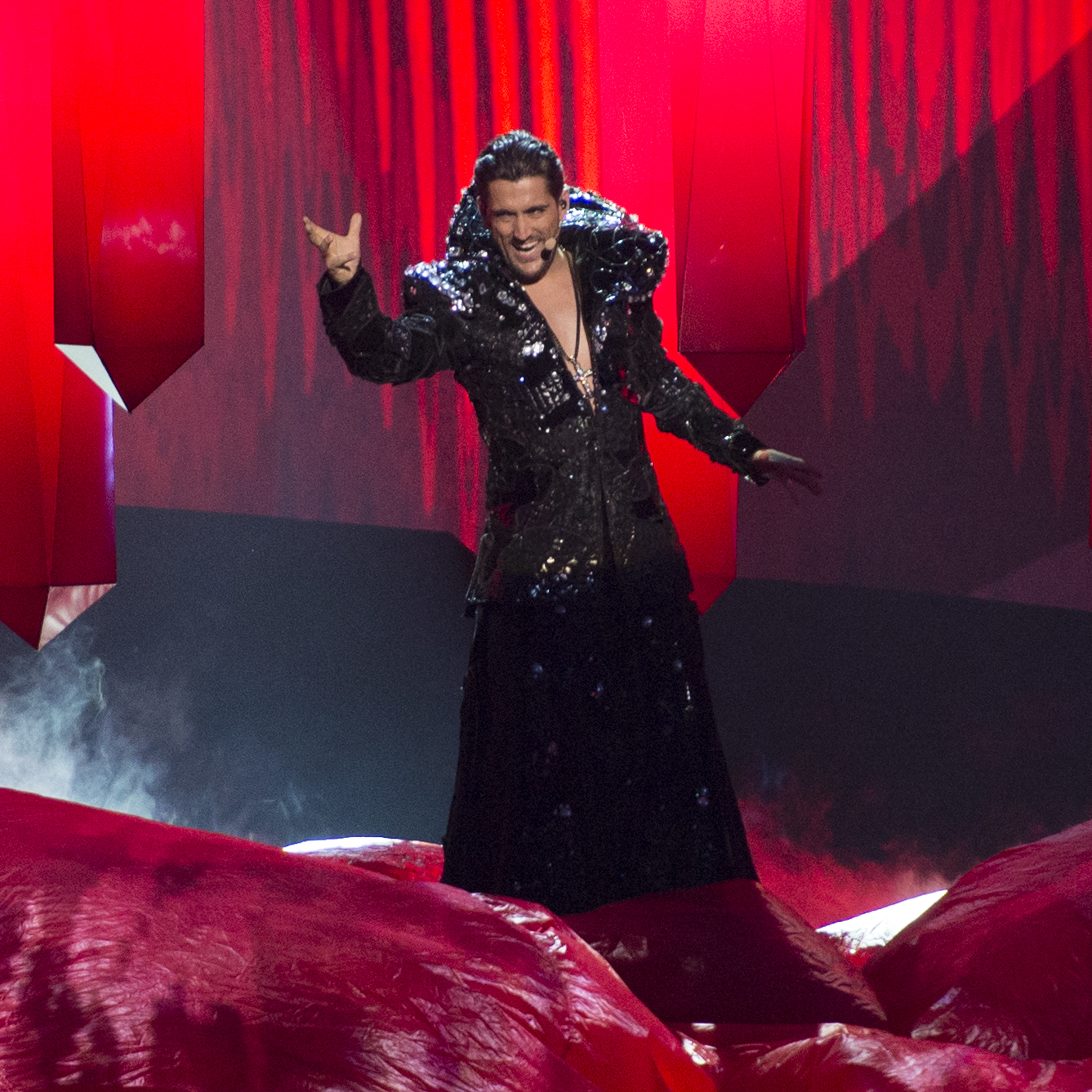
Cezar i Malmö 2013.

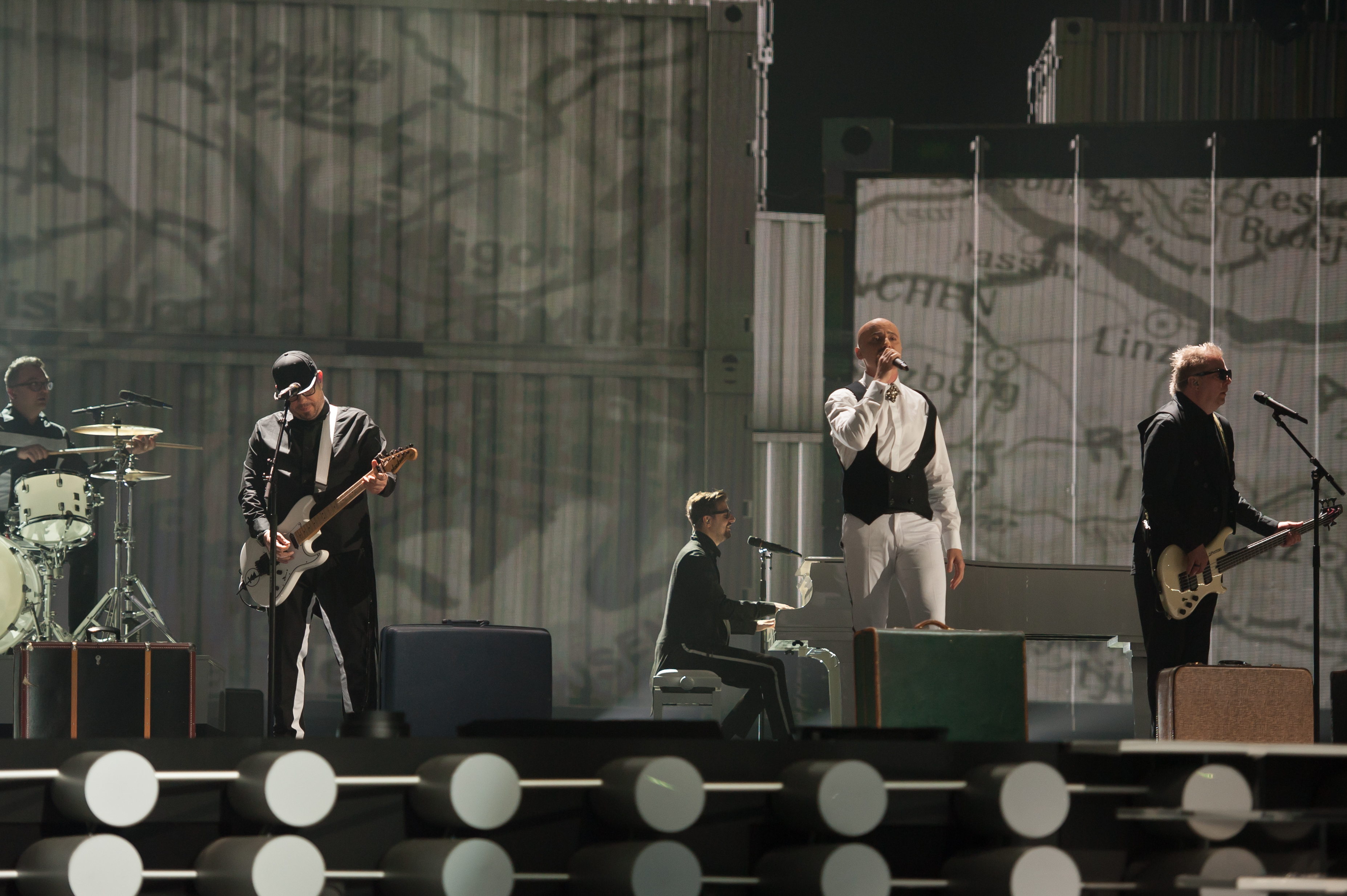
Voltaj i Wien 2015.

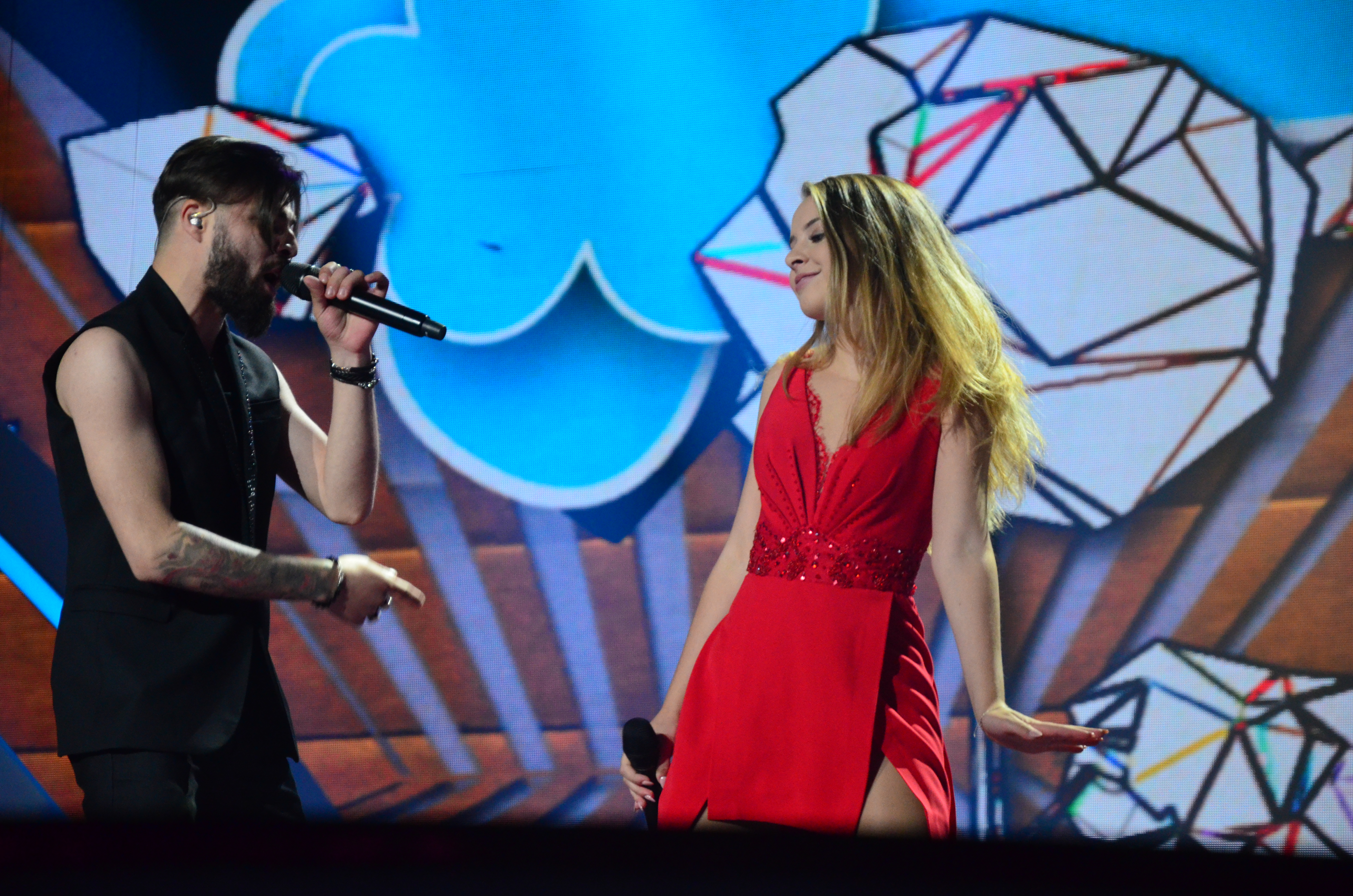
Ilinca & Alex Florea i Kiev 2017.

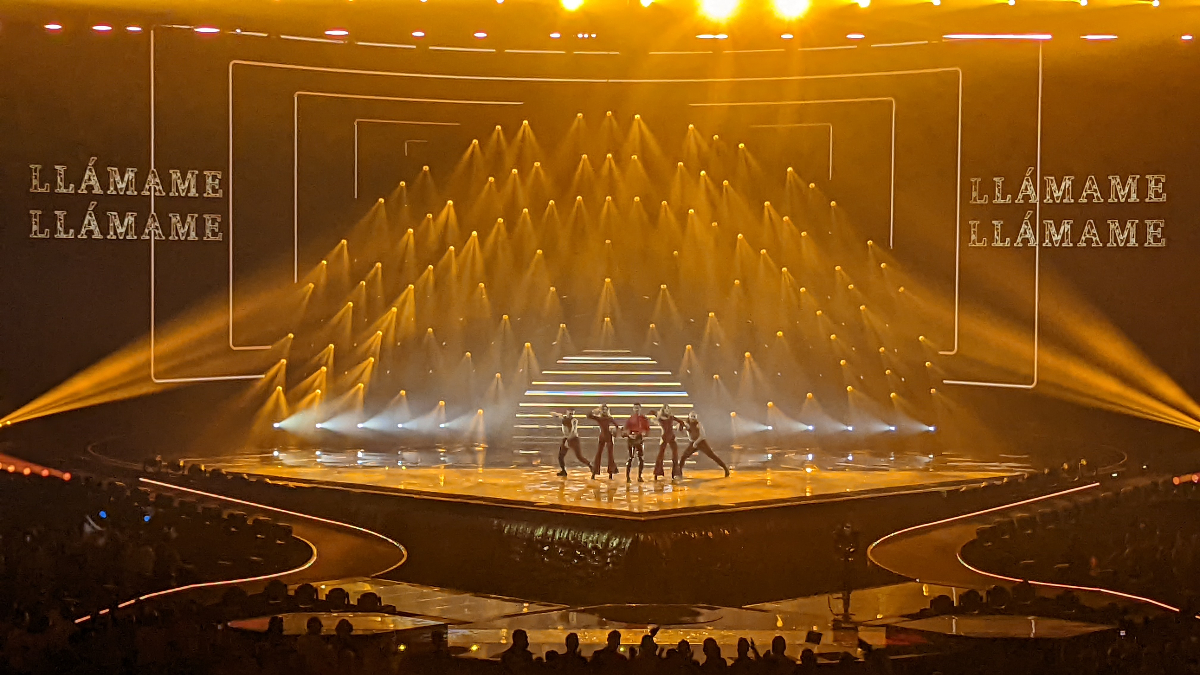
WRS i Turin 2022.

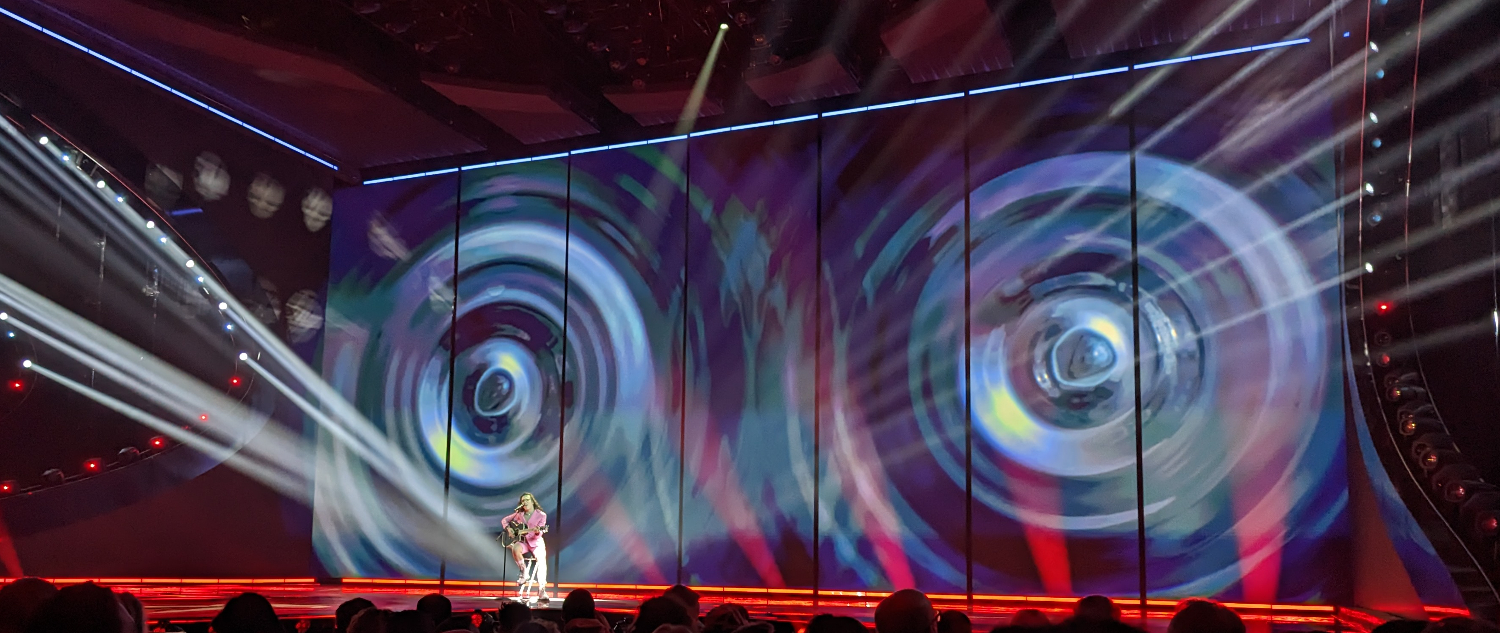
Theodor Andrei i Liverpool 2023.

Rumänien debuterade i Eurovision Song Contest 1994 och har till och med 2023 deltagit 23 gånger. Det rumänska tv-bolaget TVR har varit ansvarig för Rumäniens medverkan varje år sedan 1994. Alla gånger man har varit med har landets artist och bidrag tagits ut genom den nationella musiktävlingen Selecţia Naţională.
Rumänien har hittills aldrig stått som slutgiltig vinnare i en ESC-final. Landets bästa resultat uppnåddes både 2005 och 2010 då man i finalen hamnade på tredjeplats vid båda tillfällena.

## Rumänien i Eurovision Song Contest

### Historia
Rumänien kom sjua (sist) i den östeuropeiska semifinalen i Ljubljana vid sitt första försök att delta i Eurovision Song Contest 1993. De nådde inte finalen, då endast de tre främsta gick vidare från denna semifinal. Debuten gjordes istället 1994 i Dublin med artisten Dan Bittman och låten Dincolo de nori. Bidraget slutade på tjugoförstaplats i finalen vilket ledde till att Rumänien tvingades stå över tävlingen året därpå. Anledningen till detta var att de dåvarande tävlingsreglerna innebar att länder som placerade sig sämre ett år fick avstå medverkan året därpå för att kunna göra plats åt andra länder som hade fått avstå året innan att delta (Sovjetunionens och Jugoslaviens fall resulterade i att flera länder ville delta vilket ledde till denna regel). Rumänien uteblev från tävlingen även åren 1997, 1999 och 2001 eftersom man hamnat på en dålig placering året innan. 1996 hade Rumänien valt ett bidrag för finalen i Oslo, Ruga pentru pacea lumii med Monica Anghel, men bidraget kvalificerade sig inte till finalen på grund av en kvalificeringsomgång där juryn fick utse vilka 22 bidrag av 29 som skulle få delta i finalen, detta gjorde att Rumänien fick stanna hemma. De placerade sig på 29:e plats i kvalificeringsomgången, vilket innebar att landet kom sist av alla. Efter ett 1990-tal med dåliga resultat kom till slut vändningen, och Rumänien började gå mot bättre resultat i tävlingen. I finalen 2002 slutade Rumänien på niondeplats i finalen vilket var landets första topp tio placering. Året därpå slutade man på tiondeplats i finalen i Riga. 
Vid semifinalens införande 2004 var Rumänien det året direktkvalificerade till finalen tack vare Nicolas tiondeplats i finalen året före. Enligt dåvarande system direktkvalificerade sig samtliga topp tio länder till finalen året därpå. I finalen i Istanbul slutade Rumänien lågt (artondeplats) vilket innebar att landet året efter tvingades vara i semifinalen. I Kiev 2005 representerade Luminița Anghel & Sistem landet med låten Let Me Try. Bidraget segrade i semifinalen och slutade på tredjeplats i finalen i Rumäniens första pallplats i tävlingen. Succéresultatet följdes året efter med den stora förhandsfavoriten Mihai Trăistariu och låten Tornerò. Rumänien var tack vare tredjeplatsen året innan direktkvalificerad till finalen och slutade på nu på fjärdeplats i Aten. Singeln Tornerò blev en internationell framgång som kom under sommaren och hösten att klättra på hitlistorna runtom i Europa, bland annat i Sverige, och spelades även flitigt i radio. I finalen 2007 slutade Rumänien på trettondeplats med den flerspråkiga låten Liubi, Liubi, I Love You framförd av gruppen Todomondo. 2008 introducerades systemet med två semifinaler, och Rumänien fortsatte att kvala sig till finalen. Både 2008 och 2009 var resultatmässigt besvikelser i finalen, men 2010 kom man tillbaka till pallplatsen igen med Paula Seling & Ovi som med sin låt Playing with Fire tog Rumänien till en tredjeplats i finalen i Oslo. Åren 2011–2015 hamnade Rumänien utanför topp tio i finalen, trots att man kommit på pallplats i semifinalen både 2012 (trea) och 2014 (tvåa). Paula Seling & Ovi representerade landet igen  2014 med låten Miracle. Denna gången slutade duon på tolfteplats i finalen i Köpenhamn. 
Rumänien skulle ha deltagit i tävlingen 2016. Dock tvingade EBU bort Rumänien från årets tävling till följd av att det rumänska nationella TV-bolaget TVR hade obetalda skulder på cirka 10 miljoner euro till EBU. Då TVR inte hade betalat denna skuld innan tidsfristen gick ut den 21 april 2016 blev konsekvensen att EBU stängde av TVR från tävlingen samt en rad andra EBU-event. Inför tävlingen 2017 var skulderna betalade och landet kunde återvänta till tävlingen igen. 2017 slutade Rumänien sjua i finalen vilket var landets första topp tio placering på sju år. Rumänien misslyckades med att kvala sig till finalen för första gången 2018. Rumänien var dock nära att nå finalen, man slutade på elfteplats i semifinalen med bara fyra poäng efter Ungern som kom på tiondeplats och gick till finalen. Sedan dess har Rumänien misslyckats med att nå finalen samtliga år, förutom 2022 då WRS tog sig till final med Llámame.

### Nationell uttagningsform
Rumänien har vid alla tillfällen man deltagit i tävlingen använt sig av den nationella uttagningen Selecția Națională. Tävlingens upplägg har varierat genom åren. Från debuten fram till och med 2004 anordnade man en final där juryn fick utse representanten och bidraget. 2005 ändrades röstningen, och från och med då fick tittarna även påverka resultatet tillsammans med juryn för att utse Rumäniens representant och låt för tävlingen. Sedan 2006 har upplägget för tävlingen ändrats genom åren, från att ha semifinaler och final, till att endast ha en stor final.

## Resultattabell
| 1 | Vinnare                            |
| 2 | Andra plats                        |
| 3 | Tredje plats                       |
| ◁ | Sista plats                        |
| X | Ett bidrag valdes men tävlade inte |

| År                     | Artist                          | Bidrag                       | Språk                                                   | Final              | Poäng              | Semi               | Poäng              |
| ---------------------- | ------------------------------- | ---------------------------- | ------------------------------------------------------- | ------------------ | ------------------ | ------------------ | ------------------ |
| 1993                   | Dida Drăgan                     | Nu pleca                     | Rumänska                                                | Kvalificerade inte | Kvalificerade inte | 7                  | 38                 |
| 1994                   | Dan Bittman                     | Dincolo de nori              | Rumänska                                                | 21                 | 14                 | Inga semifinaler   | Inga semifinaler   |
| Deltog inte 1995       |                                 |                              |                                                         |                    |                    |                    |                    |
| 1996                   | Monica Anghel                   | Ruga pentru pacea lumii      | Rumänska                                                | Kvalificerade inte | Kvalificerade inte | 29                 | 11                 |
| Deltog inte 1997       |                                 |                              |                                                         |                    |                    |                    |                    |
| 1998                   | Mălina Olinescu                 | Eu cred                      | Rumänska                                                | 22                 | 6                  | Inga semifinaler   | Inga semifinaler   |
| Deltog inte 1999       |                                 |                              |                                                         |                    |                    |                    |                    |
| 2000                   | Taxi                            | The Moon                     | Engelska                                                | 17                 | 25                 | Inga semifinaler   | Inga semifinaler   |
| Deltog inte 2001       |                                 |                              |                                                         |                    |                    |                    |                    |
| 2002                   | Monica Anghel & Marcel Pavel    | Tell Me Why                  | Engelska                                                | 9                  | 71                 | Inga semifinaler   | Inga semifinaler   |
| 2003                   | Nicoleta Alexandru              | Don't Break My Heart         | Engelska                                                | 10                 | 73                 | Inga semifinaler   | Inga semifinaler   |
| 2004                   | Sanda Ladoși                    | I Admit                      | Engelska                                                | 18                 | 18                 | Direktkvalificerad | Direktkvalificerad |
| 2005                   | Luminița Anghel & Sistem        | Let Me Try                   | Engelska                                                | 3                  | 158                | 1                  | 235                |
| 2006                   | Mihai Trăistariu                | Tornerò                      | Engelska, italienska                                    | 4                  | 172                | Direktkvalificerad | Direktkvalificerad |
| 2007                   | Todomondo                       | Liubi, Liubi, I Love You     | Engelska, rumänska. italienska, spanska, franska, ryska | 13                 | 84                 | Direktkvalificerad | Direktkvalificerad |
| 2008                   | Nico & Vlad Miriță              | Pe-o margine de lume         | Rumänska, italienska                                    | 20                 | 45                 | 7                  | 94                 |
| 2009                   | Elena Gheorghe                  | The Balkan Girls             | Engelska                                                | 19                 | 40                 | 9                  | 67                 |
| 2010                   | Paula Seling & Ovi              | Playing with Fire            | Engelska                                                | 3                  | 162                | 4                  | 104                |
| 2011                   | Hotel FM                        | Change                       | Engelska                                                | 17                 | 77                 | 4                  | 111                |
| 2012                   | Mandinga                        | Zaleilah                     | Spanska, engelska                                       | 12                 | 71                 | 3                  | 120                |
| 2013                   | Cezar                           | It's My Life                 | Engelska                                                | 13                 | 65                 | 5                  | 83                 |
| 2014                   | Paula Seling & Ovi              | Miracle                      | Engelska                                                | 12                 | 72                 | 2                  | 125                |
| 2015                   | Voltaj                          | De la capât (All Over Again) | Rumänska, engelska                                      | 15                 | 35                 | 5                  | 89                 |
| 2016                   | Ovidiu Anton                    | Moment of Silence            | Engelska                                                | Diskvalificerad    | Diskvalificerad    | Diskvalificerad    | Diskvalificerad    |
| 2017                   | Ilinca Băcilă feat. Alex Florea | Yodel It!                    | Engelska                                                | 7                  | 282                | 6                  | 174                |
| 2018                   | The Humans                      | Goodbye                      | Engelska                                                | Kvalificerade inte | Kvalificerade inte | 11                 | 107                |
| 2019                   | Ester Peony                     | On a Sunday                  | Engelska                                                | Kvalificerade inte | Kvalificerade inte | 13                 | 71                 |
| 2020                   | Roxen                           | Alcohol You                  | Engelska                                                | Tävlingen inställd | Tävlingen inställd | Tävlingen inställd | Tävlingen inställd |
| 2021                   | Roxen                           | Amnesia                      | Engelska                                                | Kvalificerade inte | Kvalificerade inte | 12                 | 85                 |
| 2022                   | WRS                             | Llámame                      | Engelska, spanska                                       | 18                 | 65                 | 9                  | 118                |
| 2023                   | Theodor Andrei                  | D.G.T. (Off and On)          | Rumänska, engelska                                      | Kvalificerade inte | Kvalificerade inte | 15                 | 0                  |
| Deltar inte sedan 2024 |                                 |                              |                                                         |                    |                    |                    |                    |

## Röstningshistorik (1994–2019)
Endast finaler är medräknade. 

### Rumänien hargivitmest poäng till
| Nr | Land      | Poäng |
| -- | --------- | ----- |
| 1  | Moldavien | 133   |
| 2  | Grekland  | 107   |
| 3  | Ryssland  | 80    |
| 4  | Turkiet   | 70    |
| 5  | Sverige   | 67    |

### Rumänien harfåttmest poäng ifrån
| Nr | Land      | Poäng |
| -- | --------- | ----- |
| 1  | Moldavien | 149   |
| 2  | Spanien   | 128   |
| 3  | Israel    | 96    |
| 4  | Portugal  | 65    |
| 5  | Grekland  | 60    |